# Eschbaum (Isen)
Eschbaum ist ein Gemeindeteil des Marktes Isen im oberbayerischen Landkreis Erding. 

## Lage
Der Weiler Eschbaum liegt 2,25 Kilometer südöstlich des Isener Marktplatzes in der Gemarkung Westach. Eschbaum wurde 1654 erstmals erwähnt und bestand im Jahr 1739 aus 7 Anwesen. Der Ort gehörte ursprünglich zur Obmannschaft Seidelstetten in der freisingischen Herrschaft Burgrain.

## Bevölkerungsentwicklung
Um 1871 gab es in Eschbaum 22 Einwohner. Im Mai 1987 lebten in dort 23 Einwohner in sieben Wohngebäuden.
| Jahr      | 1871 | 1925 | 1950 | 1970 | 1987 |
| Einwohner | 22   | 15   | 30   | 22   | 23   |